# Sandra Quellmann
Sandra Quellmann (* 20. November 1977 in Hagen, Nordrhein-Westfalen) ist eine Rundfunk- und Fernsehmoderatorin.

## Leben
Sandra Quellmann absolvierte ein Studium der Germanistik, Kulturwissenschaft und Soziologie in Münster. In ihrer Heimatstadt sammelte sie erste Erfahrungen bei Radio Hagen. Ab 1999 folgten zwei Jahre bei Radio Lippewelle Hamm. Hier begann sie zunächst ein Praktikum und moderierte später die Sendungen „Lampenfieber“, im „Feierabend“ am Samstagabend und im Hammer Sonntag. 
Im Jahr 2001 wechselte sie zum Medium Fernsehen und kam im Januar 2006 beim WDR zur Sendung „daheim + unterwegs“, wo sie eine Hospitanz absolvierte. Sie blieb dort zunächst als freie Autorin und ist den Zuschauern als „Weihnachtsengel“ vom Besuch verschiedener Weihnachtsmärkte im Advent 2007 bekannt.
Seit dem 2. Januar 2008 moderiert sie nach dem Ausstieg von Kirsten Ranf zusammen mit René le Riche die Sendung daheim & unterwegs im wöchentlichen Wechsel mit dem anderen Moderatorenduo Eva Assmann und Stefan Pinnow.
Bis Ende 2014 befand sich Sandra Quellmann im Mutterschutz und pausierte somit als Moderatorin, ihre erste Tochter wurde am 10. März 2014 geboren. Ab dem 29. Dezember 2014 gehörte sie wieder bis zur Einstellung der Sendung im August 2017 zum Moderatorenteam von daheim & unterwegs. Seit September 2017 gehört Quellmann zum Moderatoren-Team der Lokalzeit aus Dortmund. 